# Harttia dissidens
Harttia dissidens és una espècie de peix de la família dels loricàrids i de l'ordre dels siluriformes.

## Morfologia
Els mascles poden assolir els 15,2 cm de longitud total.

## Distribució geogràfica
Es troba a Sud-amèrica.